# Мэри, Джон
Джонмэри Хони Узуегбанам (англ. Johnmary Honi Uzuegbunam; родился 9 марта 1993, Анамбра) — камерунский футболист, нападающий японского клуба «Ависпа Фукуока».

## Карьера

### Клубная
Молодёжную карьеру провёл в столичном клубе «Фортуна». В 2009 году начал профессиональную карьеру в клубе «Юнион Дуала». 28 марта 2012 года подписал контракт с тайским клубом «Бурирам Юнайтед». Летом того же года перешёл в «Бангкок Христиан Колледж», где выступал до 2013 года. Следующие 2 сезона провёл в «Краби». С 2014 по 2015 года защищал цвета команды «Прачуап». 24 января 2015 года он подписал контракт на 2,5 года с сербским клуб «Войводина».

### Сборная
Несмотря на то, что Мэри родился в Нигерии, он смог получить камерунское гражданство и в 2011 году провести 8 матчей с молодёжной сборной.